# Falklandoglenes spinosa
Espèce
Falklandoglenes spinosa est une espèce d'araignées aranéomorphes de la famille des Linyphiidae.

## Distribution
Cette espèce est endémique des îles Malouines. Elle se rencontre sur l'île Beauchêne.

## Description
Le mâle holotype mesure 4,2 mm et la femelle paratype 4,1 mm.
Le mâle décrit par Lavery et Snazell en 2023 mesure 4,20 mm et la femelle 4,50 mm.

## Systématique et taxinomie
Cette espèce a été décrite par Usher en 1983.

## Publication originale
- Usher, 1983 : « Two spiders in subfamily Mynogleninae (Araneae: Linyphiidae) from the Falkland Islands, South Atlantic. » Journal of Zoology, vol. 200, no 4, p. 549-560.